# Halvdan Svarte
 Denne artikel bør gennemlæses af en person med fagkendskab for at sikre den faglige korrekthed.

Halvdan Svarte eller Halfdan Svarte (født ca. 810, død ca. 860) var var en norsk småkonge. Han kan have regeret fra en gang mellem 825 og 835.
Han giftede sig med Ragnhild Haraldsdotter. Halvdan og Ragnhild fik sønnen Harald Hårfager, der blev Norges første enekonge, dvs. konge over det samlede rige.
Ifølge sagaerne samlede Halvdan Svarte en række af de norske småkongedømmer under sit herredømme, men der er ikke fuld enighed i kilderne om, præcis hvilke riger Halvdan nåede at samle inden sin død.
Sagaerne fortæller, at Halvdan Svarte druknede i Randsfjorden efter hans slæde om foråret gik gennem isen.